# 巴彦乌拉苏木
巴彦乌拉苏木，是中华人民共和国内蒙古自治区锡林郭勒盟苏尼特左旗下辖的一个乡镇级行政单位。

## 行政区划
巴彦乌拉苏木下辖以下地区：
赛罕塔拉嘎查、巴彦塔拉嘎查、萨如拉图雅嘎查、阿尔善宝拉格嘎查和额尔敦锡力嘎查。